# Bouře (meteorologie)

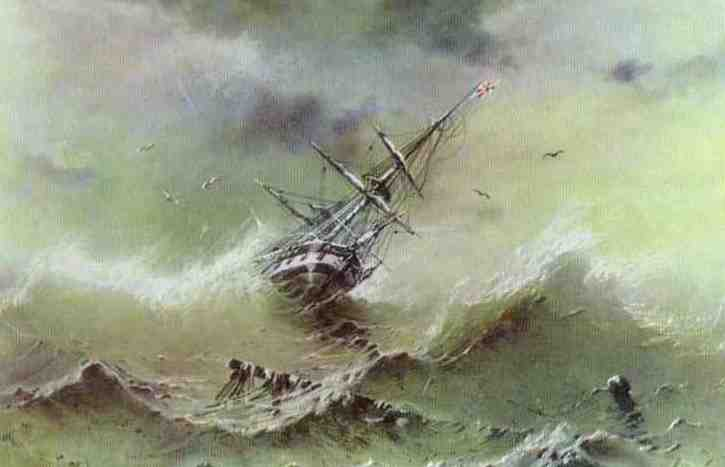
Bouře na moři. Obraz ruského malíře Ivana Ajvazovského, 1894

Bouře je soubor atmosférických jevů vázaných na hlubokou cyklónu (tlakovou níži) nebo též označení pro samotnou cyklónu, v níž se tyto jevy vyskytují, jedná se především o silné větry přesahující stupeň vichřice, které vyvolávají na moři velké a nebezpečné vlny a při pobřeží bouřlivé přílivy; na pevnině vyvrací stromy a poškozuje budovy; jsou provázeny rozsáhlými oblastmi konvekčních bouří s intenzívními srážkami a bouřkami na studené frontě. Bouře jsou na povětrnostních mapách charakteristické zhuštěnými izobarami, které odpovídají oblastem se silnými větry.
Příkladem takových bouří jsou Anatol (2. – 4. prosinec 1999), Lothar (24. – 27. prosinec 1999) a Martin (25. – 28. prosinec 1999), tyto bouře způsobily škody za 13 miliard euro.

## Dělení bouří podle struktury
Nejčastěji se setkáváme s klasifikací bouří podle struktury. Typ bouře je odvislý od instability a na střihu větru. Rozeznávají se tři základní typy: unicela, multicela a supercela.
- jednobuněčné bouře (single cell storms, unicell storms)
- vícebuněčné bouře (multicell storms)
  - shlukové multicely (multicell cluster storms)
  - liniové multicely (multicell line storms)
- supercely (supercells)

Unicely jsou bouřky s jednoduchým životním cyklem, přičemž délka jejich trvání se uvádí okolo 30 minut od začátku pozorování srážek.
V multicele jsou buňky spojeny do většího systému, ale mohou se nacházet v různém stádiu životního cyklu. Tento útvar má oblasti se sestupnými a výstupné proudy, jež jsou od sebe odděleny gust frontou, řekněme „nárazovou frontou“, která se může při zemi rozbíhat i do větších vzdáleností, přičemž sebou přináší zesílení větru a tlaku vzduchu, naopak se ochlazuje a mění se směr větru - má tedy charakter jakési malé studené fronty. V mnoha případech se stává, že se vyvine nedospělé stádium multicely v podobě flanking line - pásu konvektivní oblačnosti.
Supercela je nejnebezpečnějším typem bouře s typicky silnými nárazy větru, kroupami a devastujícími tornády. To je způsobeno abnormálně velkou instabilitou nebo velkou helicitou (helicity) v tocích vyživujících supercelu. Supercely mají na radiolokačním odrazu charakteristický hák - hook echo, který ukazuje na rotaci celého systému, supercela má tedy charakter mezocyklóny. Supercela na rozdíl od multicel nemá takový počet přestřelujících vrcholů - overshooting top.